# Санту-Адриан-де-Визела
Санту-Адриан-де-Визела (порт. Santo Adrião de Vizela)  —  район (фрегезия) в Португалии,  входит в округ Брага. Является составной частью муниципалитета  Визела. Находится в составе крупной городской агломерации Большое Минью. По старому административному делению входил в провинцию Минью. Входит в экономико-статистический  субрегион Аве, который входит в Северный регион. Население составляет 2460 человек на 2001 год. Занимает площадь 3,47 км².